# Кутец
Кутец — деревня в Дубровском районе Брянской области, в составе Сещинского сельского поселения. 

## География
Расположена у железнодорожной линии Брянск—Смоленск, между посёлком Сеща и деревней Большая Островня. 

## История
Упоминается с XVIII века (первоначально входила в Брянский уезд). С 1776 по 1929 год в Рославльском уезде Смоленской губернии (с 1861 — в составе Радичской волости, в 1924—1929 в Сещинской волости). С 1929 года в Дубровском районе.

## Население
| 2010 | 2013 |
| ---- | ---- |
| 45   | ↘43  |